# Penton (Virologie)

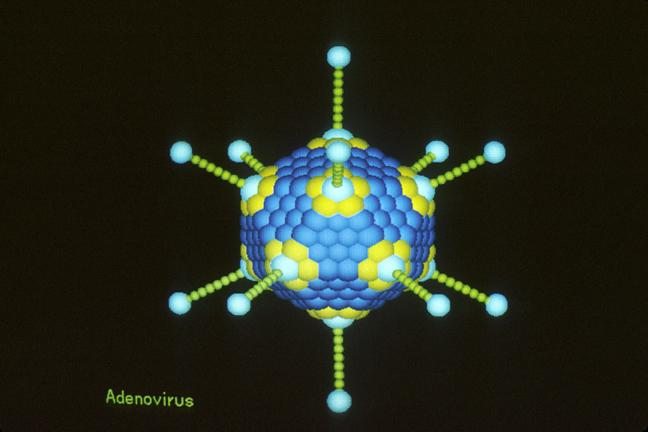
Schematischer Aufbau des Kapsids bei Adenoviren: Hexonproteine (blau), Pentonproteine (gelb) mit angehängter Fiberstruktur

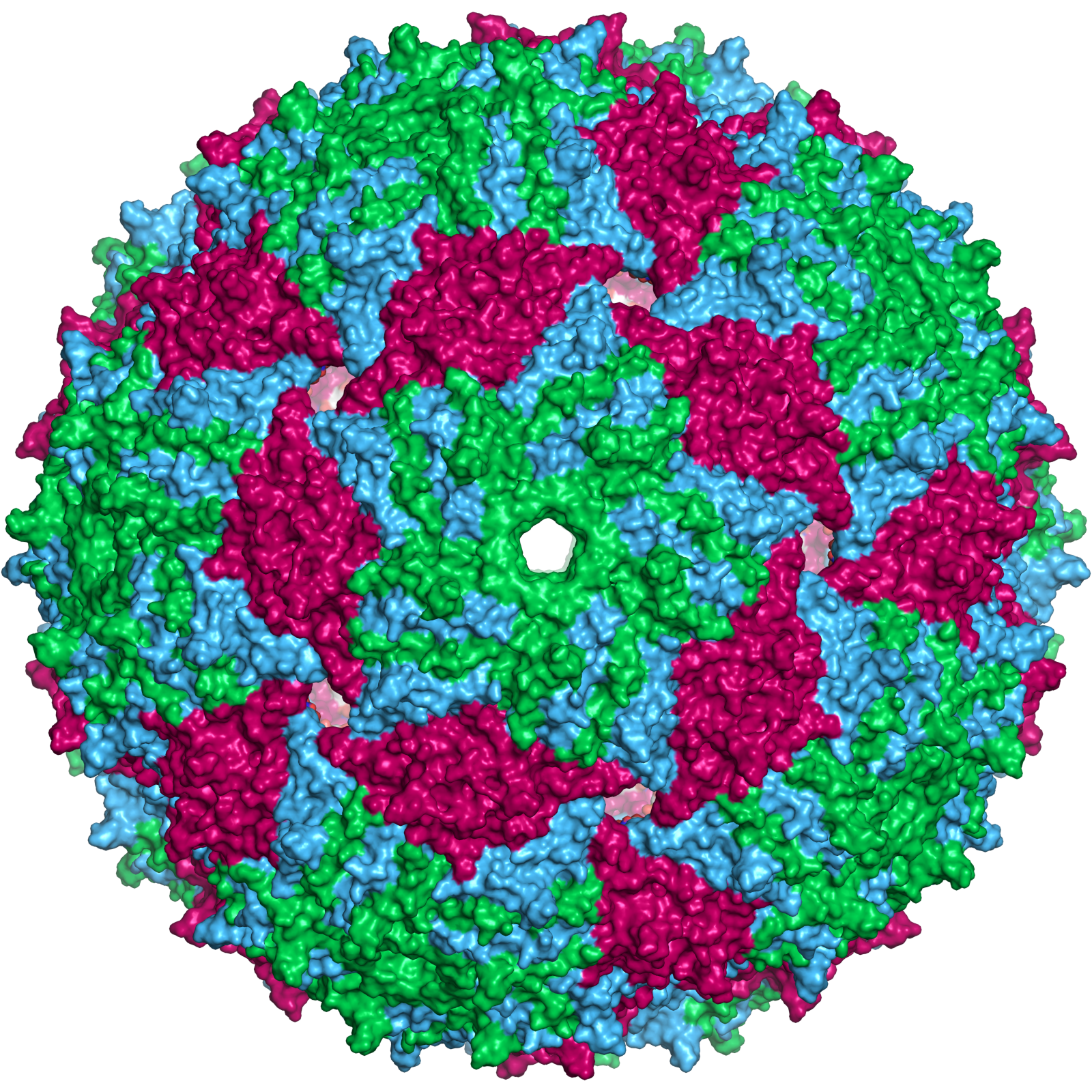
Blick auf die Fünfersymmetrie des Pentons beim MS2-Phagen, Pentonproteine bilden eine Pore

Unter einem Penton versteht man in der Virologie eine besondere Struktur bei Viren, die ein Kapsid mit einer ikosaedrischen Symmetrie besitzen. Die Ecken des ikosaedrischen Kapsids bilden dabei eine fünfstrahlige Formation, die durch fünf Kapsomere gebildet wird. Bei einigen Virusfamilien bestehen jene Kapsomere, die die Penton-Struktur bilden, aus anderen Proteinen als die des restlichen Kapsids. Diese Penton-bildenden Proteine werden in diesem Fall auch als Pentonproteine bezeichnet. Da die restlichen Kapsomere die dreieckigen Seiten des Ikosaeders mit einer sechsstrahligen Symmetrie bilden, bezeichnet man diese zur Abgrenzung zu den Pentonproteinen als Hexonproteine.
Die Pentone sind nicht nur morphologisch herausgehoben, sie erfüllen auch oft besondere Funktionen. So bilden sie bei den Adenoviridae die Basisproteine, auf denen die typischen, weit ausladenden Fibern verankert sind. Auch können Pentone beispielsweise bei Herpesviren und verschiedenen Bakteriophagen die Freisetzung des Virusgenoms aus dem Kapsid ermöglichen, in dem die Pentone eine offene Pore bilden, aus der der Nukleinsäurefaden austreten kann. Bei einigen unbehüllten Viren sind die Pentone jene Strukturen, mit denen das Virus an die Oberfläche der Wirtszelle anheftet und dann in diese eindringen kann.